# San Ramón (Belarra)

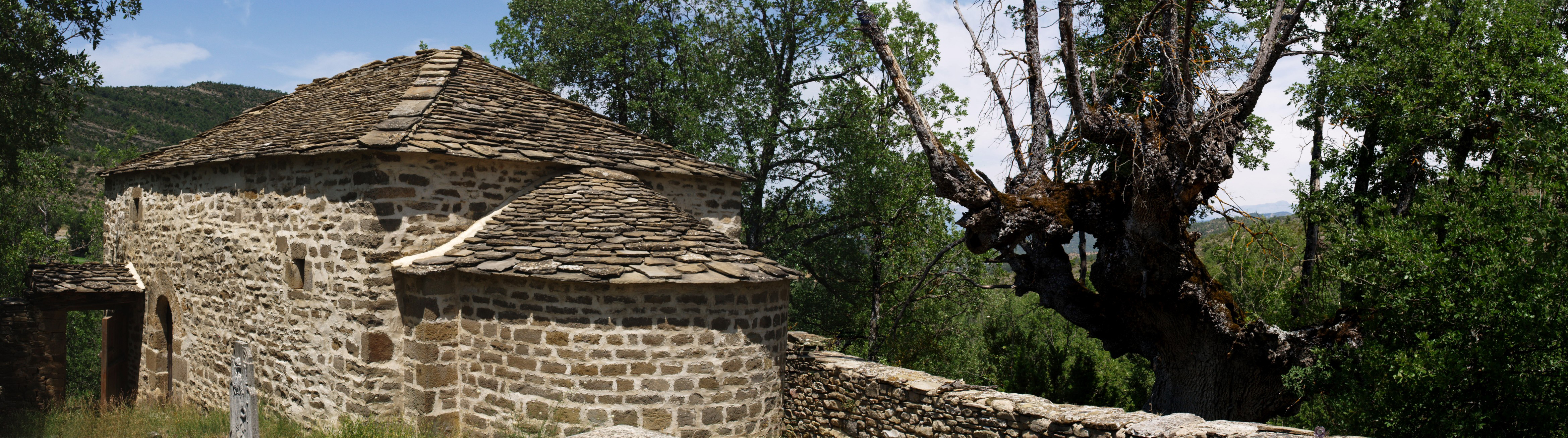
Kirche San Ramón

Die römisch-katholische Einsiedelei San Ramón in Belarra, einem Ortsteil der Gemeinde Sabiñánigo in der spanischen Provinz Huesca der Autonomen Gemeinschaft Aragonien, wurde im 12./13. Jahrhundert errichtet.

## Architektur
Die romanische Kirche, die lange Zeit als Ruine dem Verfall preisgegeben war, wurde in den Jahren 2004/05 wiederhergestellt. Die einschiffige Kirche ist aus Bruchstein errichtet. Sie besitzt einen halbrunden Chor, der wie das Kirchenschiff mit Steinplatten gedeckt ist. An der Südseite befindet sich ein rundbogiges Portal, das von Werksteinen gerahmt wird.